# 安徽现代信息工程职业学院
安徽现代信息工程职业学院是安徽省淮南市（教育部备案地为六安市）的一所全日制民办普通高等职业院校。

## 院系设置
学院现设有信息工程系、机电工程系、经济管理系、建筑工程系和艺术传媒系五个系，28个专业。

## 引用文献
1. ↑  .   [2016-07-26]. （原始内容存档于2016-10-11）.